# 玉井宮東照宮

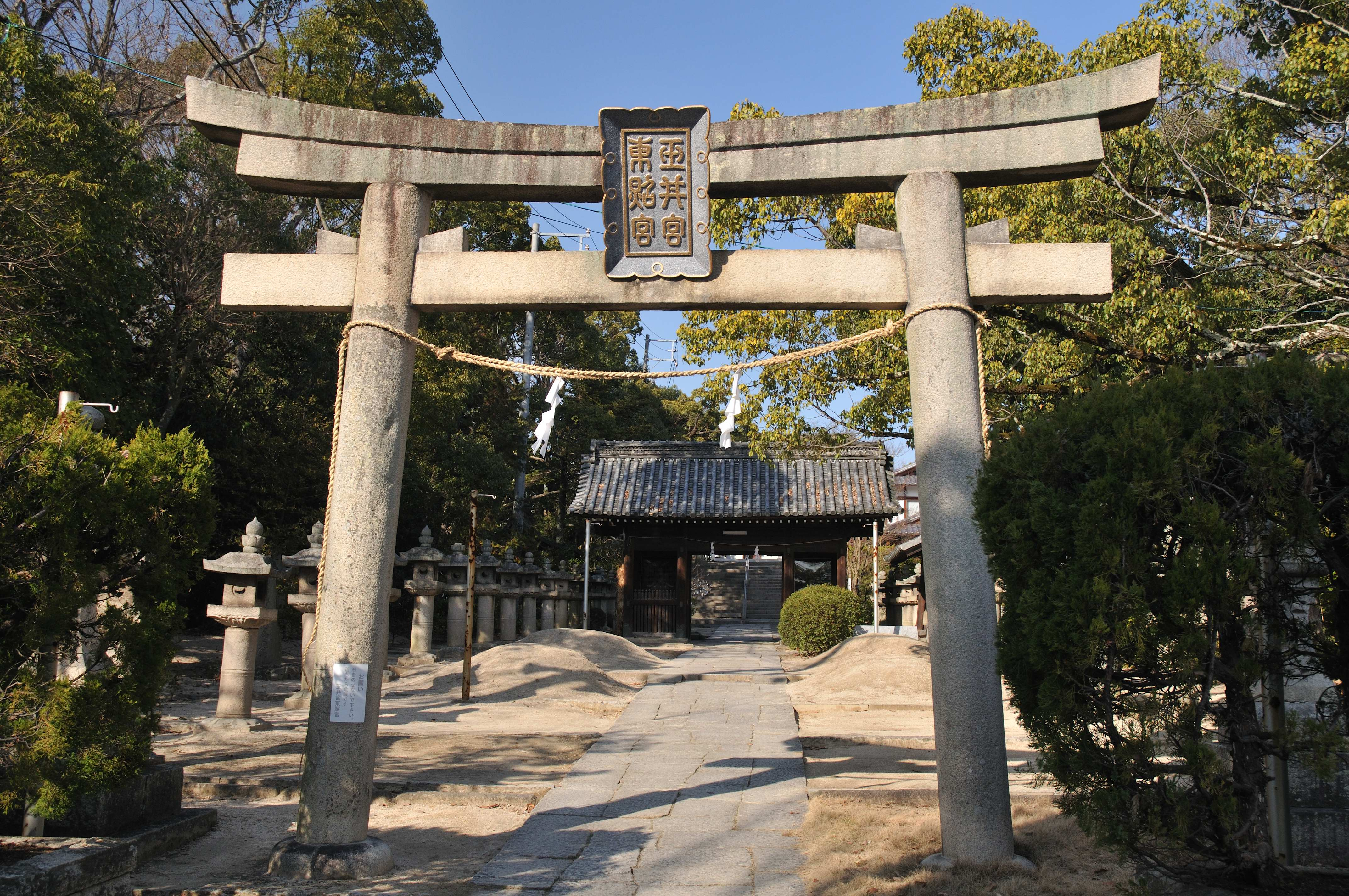
鳥居と神門

玉井宮東照宮（たまいぐうとうしょうぐう）は、岡山県岡山市中区の東山丘陵にある神社。旧社格は県社。備前国内別格五社の「玉井宮」と、日光東照宮から初めて地方勧請され、岡山城ならびに城郭鎮守と岡山神社・今村宮・玉井宮の氏子区域（旧岡山72町内）の総鎮守としての「備前東照宮」の二社が合祀されている。

## 祭神
豊玉比売命、彦火火出見命、玉依比売命、徳川家康公を祀る。

## 歴史

### 玉井宮
玉井宮は、元来、児島半島東端の児島郡小串村大字光明崎（現・岡山市南区小串）に鎮座していた。大宝3年（703年）に創建された。応徳2年（1085年）当地に玉井宮として移転遷座した。この時の祭神は豊玉比売命1柱のみであったと伝えられている。現在の地に遷座してからの歴史しか、はっきりしておらず、元地である光明﨑に鎮座していた時期のことがはっきりとわかっていない。元地には社がなく、祭礼が行われていたであろう広い開拓された場所があるのみとなっている。外来宗教観を受けていない古神道であったと思われる。また光明﨑に鎮座していたころに玉井宮から分社されたと思われる神社仏閣が瀬戸内海中心に鎮座している。
『日本書紀』、『古事記』等に光明﨑に鎮座していたころの玉井宮のことについて詠んだであろう豊玉比売命の和歌がある。
玉井宮遷座にはつぎの伝承がある。「岡山の東南半里、玉井宮の後の山なり。往古玉井の明神海上より此所へ垂跡まします先、今の光明﨑にましましける。此時光明輝き海上を照らしたまえば内海の海人共猟業叶ひがたく、仍ㇾ之光明﨑より此峯に移し奉る。其時始て御幣を建てし故、斯名付けて幣建(立)山共いふ。遥の後、今の玉井宮の地へ遷し奉る。玉井の御事は世にあまねく知る所なり。爰に略す。」（吉備前秘録から抜粋）
「遷座した年の応徳2年（1085年）、社頭より夜ごと怪しい光が発せられ、このため魚が寄りつかなくなり漁師は不漁で困っていた。そこで神前にお伺いをたてたところ、「御幣が舞い上がり、飛んで立ったところに遷座するように」との御神託があった。その御幣が立ったところを幣立山と呼び遷座した。」（要約）
そして、この宮を「玉井宮」または「玉の宮」「玉の浦」と呼ぶようになった。
江戸時代になって玉井宮の祭神に、池田光政の命により彦火火出見命、吉田氏の裁量により玉依比売命の2柱が合祀された。
社僧に瓶井山安住院が一番古く玉井宮が現在地に遷座した応徳2年（1085年）から仕えていたが遠方で便利が悪いので、延宝2年（1674年）に、当時門田にあった末寺三ヵ寺である大徳院、大福寺、薬師坊（徳与寺）に移った。その後、宝永5年（1708年）に社僧三ヵ寺を放免している。
大福寺にある玉井宮縁起によると大同元年（806年）弘法大師（空海）帰朝の折、釜島沖を上洛中玉井宮より金色の光明輝き、大師怪しんで湊の浦に入り玉井宮に登る。虚空蔵菩薩出現して「我が讃州綾の益甲が家に生れ、今はこの地にある 在唐中霊夢を告げた」と仰られた。大師は感激して本地虚空蔵菩薩尊像1軀と鳥居1基を建立した。玉井宮の額もこの時に大師が書いたものであった。また天安2年（858年）智証大師（円珍）帰朝の折、児島沖を上洛中、玉井宮に異相を見て船を寄せ参詣した際、薬王士が出現して「我が讃州に生れ今はこの地にいる、汝の守護神である。」と仰られた。大師は薬師如来像1軀、如意輪観音像1軀を造作して脇士とされた。これらは綾益甲の内にあったものを幻の中に感得して造像したものである。仏教色の濃いもので、弘法大師・智証大師等の高僧にも関連深い神社となっている。

### 東照宮
正保2年（1645年）岡山藩主池田光政は、この地に岡山城ならびに城郭と岡山神社・今村宮・玉井宮の氏子区域（旧岡山72町内）すべての総鎮守として東照宮を勧進した。岡山市の総鎮守である。また、玉井宮は前の広場（現在の駐車場）に移転された。

#### 東照宮造営
現在、現存している建造物で本殿、随神門、石燈籠、参道等は東照宮創建当時のものである。東照宮以前の玉井宮の社殿については一切記録したものが発見されておらず、東照宮は池田光政の大願で岡山に勧請し、その社殿造営には家老池田出羽守を大奉行とし、徳川幕府の作事方総大工木原杢允を大工棟梁に充て、備前藩の作事総大工の地位にある横山三郎右衛門は小工として次席に置くなど、人員配置にも異常の配慮の払われた神社の造営であった。徳川家康を祭神とする東照宮の備前勧請は、謂うまでもなく藩主池田家が徳川将軍に対する、誠意宣誓の表現であって、政治的意義が大きかった。「池田家履歴略記」正保2年（1645年）2月の記事中に、次のように記している。
「東照宮造営
去年（正保元年）東叡山の開山天海増正を以て東照宮を備前に勧請し、城郭の鎮守と祝し奉らんことを将軍家（徳川家光）の御内聴に達せられしが、今年六月一日僧正より返答あって、同二日（池田光政が）酒井讃岐守（大老）の許へ参り給い、御勧請の事仰せあれば、（酒井は）貴殿の志は尤なれども、以後国々残りはなく願はれ、心にもあらぬ事に成行き候はんは如何也、さればいかに軽く御造営然るべしと答られける。烈公（光政）大に悦せ給い、やがて備前に帰られ其用意あり、七月九日諸役を命ぜらる。（カッコは注）」
上記のように時の大老酒井讃岐守忠勝から、東照宮の地方勧請が全国的な流行になり、華美を競うことになっては大変であるから、質素な社殿に造営せられるよう、という回答を得て、光政は満足して帰国し、同年7月9日別記のように東照宮造営諸役を定め、工事に着手した。社地は当時の上道群門田村幣立山で、ここには古くから玉井宮が鎮座し八幡宮（地元の氏神）として崇敬されていたが、この宮を地続きの南部の低地に移し、その跡へ大がかりな東照宮の造営は行われたのである。
「かくて同年（正保元年）十二月十七日御作事落成しければ、池田出羽を始め諸役員ぶ御時服御胴服御袴白かね等を賜ふ、尤出羽には御刀賜りしと云。」
以上記すように慎重をきわめた東照宮の造営工事であったが、社殿が竣功すると神体の奉迎に移る、これ亦周到な準備のもとに礼儀正しく行われた。
江戸では正保元年（1644年）9月17日に東叡山毘沙門堂門跡公海僧正が神体開眼供養を修し、同12月1日備前から奉迎のため老中池田佐渡、鉄砲頭荒尾内蔵助および熊谷源太兵衛らの一行が岡山を出発した。そして正保二年（1645年）正月19日、神体を金輿に移し、上野門跡名代常照院憲海その他多くの僧侶が供養して江戸を出発、伏見から船で大阪にくだり、大阪からは奉迎のために新造した日光丸に移乗、常照院および山門衆徒は別船に乗り、2月8日に邑久郡牛窓港に着船した。岡山からは家老日置若狭が御迎えとして牛窓に出張、その日のうちに岡山に到着、幣立山の仮殿に安置した。ついで16日夜遷宮、17日御本社で四箇法用執行、18日御本地堂で薬師如来開眼供養、19日拝殿で論議執行、論題教観勝劣、上道群築地山の僧侶により奏楽があり、勧請の規式が終った。

#### 東照大権現から東照宮へ
東照宮の備前勧請は棟札に記すように天台宗東叡山毘沙門堂門跡公海僧正を導師とし、諸儀式が仏式により行われており、初めは東照大権現と称した。『池田家履歴略記』にも、正保2年（1645年）5月17日華表に東照大権現の額を懸けるとあり、つぎに（同年）12月3日宮号の勅許あり、東照宮と申し奉る、と記す。しかし、鳥居の額はそのままにしておき、延宝4年（1673年）11月11日、東照宮の額を懸ける、梶井盛純法親王の筆、と見える。

#### 東照宮の神輿
備前第一の盛儀とされた東照宮の「権現祭」には、衆人の眼をおどろかせる金色燦然たる神輿が練りだした。この神輿について湯浅常山（1708年 - 1781年、名元禎、藩士）は、文会雑記附録巻二の中に次のように記るしている。常山は東照宮造営のとき、惣奉行をつとめた湯浅右馬允の四代の孫にあたり、自家に当時の記録がのこっていたので、それにより覚え書きをのこしたものである。
1、
吾藩、神祖を郊祀（郊外の野で祭典）し給うは裂公の時台廟の賜なり。神祖の神輿は善盡し善盡せり。吾大東の日光山の神輿と吾藩の神輿と只二つ、是より美なるはなしと世には云なり。
禎が大父の遺筐中に、神輿を造られたる時の目録あり。神輿及旌旗、戈矛（ほこ）、俊倪（獅子）と合せて銀拾七貫目の料なり、詳に其事をしるせり。禎が四世の祖（右馬允）其時神祖廟を経営せる総管たる故なり。
今を以て見れば三百貫目の銀にてあらざれば造らるべからずと人言へり。因に想ふに往古物価の賤き事を知るべし。神祖の廟を造られしは正保元年の事なり、郊祀は正保三年丙戌に始れり、今に去る百年なり。又烈公を因幡より備前に封じ賜ふは寛永年中なり（中略）
1、
烈公宗廟を建させ給ふの後、平安の伶人来りて舞楽す。此事くはしく森川助左衛門輯する所の記に見へたり、其記甚秘として人に出さずと人の語りき。（原文片仮名）
文中にあるように、日光東照宮の神輿を備前の東照宮の神輿と、日本にただ2つと云われたほどの名品であったが、明治以後他へ譲渡したものか、この神輿は玉井宮には残っていない。

### 玉井宮東照宮
上記のように、玉井宮と東照宮は場所を同じくしていたが別々の神社であった。明治時代になり、明治14年（1881年）玉井宮と東照宮が合祀された。社名は玉井宮東照宮となり、県社に列格した。明治33年（1900年）旧玉井宮の建物を移転し、西日本一の大拝殿の建立が行われ、境内が整備された。
太平洋戦争末期の昭和20年（1945年）6月29日未明の岡山空襲では、本殿や鳥居に焼夷弾が落下し一部破損したが概ね無事であった。
昭和22年（1947年）操山の山上にあった旧県社・三勲神社を、祭祀が出来なくなったため玉井宮東照宮の境内に遷座した。
平成元年（1989年）1月31日未明に不慮の火災により、幣拝殿・神饌所・社務所・参集所などを焼亡した。その後5年の歳月を掛けて再建された。

## 文化財
岡山県指定重要文化財
- 本殿：正保元年（1644年）建造。桁行三間、梁間二間、銅板葺の入母屋造。平成12年（2000年）3月28日指定。

## アクセス
- 岡山電気軌道東山本線 東山・おかでんミュージアム駅電停より東へ徒歩10分
- 自動車の場合、駐車場30台あり

## 参考資料
- 現地説明板
- 『玉井宮東照宮誌』、玉井宮東照宮、昭和58年